# 建黑高速公路
建三江－黑瞎子岛高速公路，简称建黑高速，是绥芬河—满洲里高速公路的联络线，道路编号为G1012。公路起点在黑龙江省建三江，终点在黑龙江省黑瞎子岛。该高速公路于2016年8月22日通车。